# 3차원 레이더

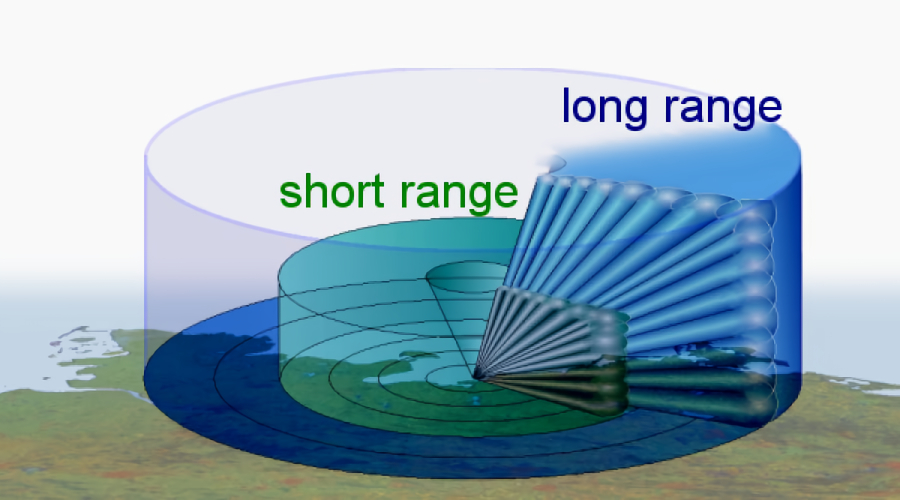
3차원 레이더 검색 패턴.

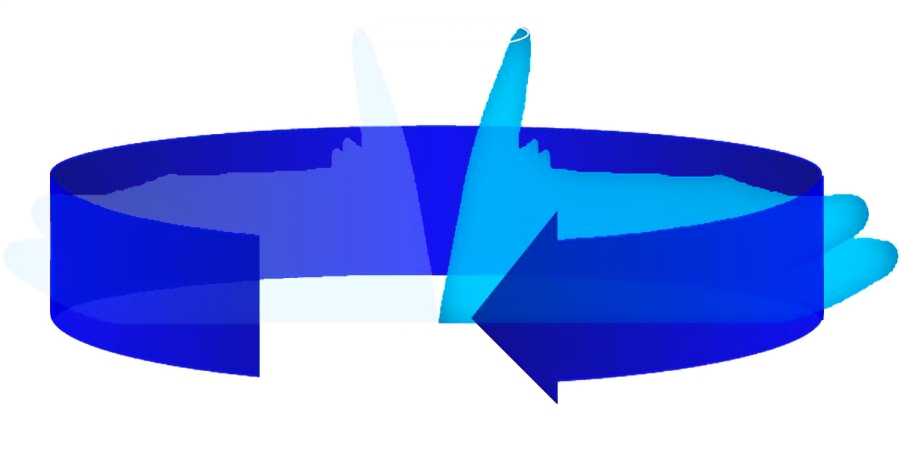
2차원 레이더의 검색 패턴.

1차원 레이더의 검색 패턴.

3차원 레이더(3次元レーダー)는 거리 외에 방위와 앙각을 동시에 조사하는데 1차 레이더가 사용된다. 이에 대해 거리·방위, 거리·앙각 중 하나만을 주사하는 레이더는 2차원 레이더라 불린다. 빔(위상이 모인 상태의 전자파) 등을 이용하여 탐지 목표의 3차원 데이터를 얻게된다.

## 개요
레이더의 실용화 후 잠시 목표 거리와 방위는 수색 레이더에 의해, 또한 고도에 대해서는 고각 측정 레이더(Height finding radar)에 의해 측정하고 있다. 3차원 레이더는 이들을 통합하는 것으로 개발된 것으로 대체로 아래와 같은 방식이 있다.
다중 빔(stacked-beam) 방식송신시에는 팬 빔을 이용하지만, 수신 시에는 다수의 펜슬 빔을 수직 방향으로 인접시켜 나란히 수평면 내에서 회전시키는 방식. AN/SPS-2로 채용되었다(시작만). 레이더파의 간섭을 이용해, 다중 빔을 구성시키는 그레이딩 로브 방식이라고 하는 것도 있다.
펄스내 주파수 주사(frequency scanning, FRESCAN) 방식송신 펄스 1개를 주파수가 다른 서브 펄스 n개로 나누어 송신함으로써 각 주파수에 대응하여 n개의 빔을 형성하는 방식이다. 미국 해군의 AN/SPS-39 등에서 채용되었다.
연필 빔 방식수직면내는 위상 주사로, 측각에는 모노펄스법을 이용하는 방식. 다수의 주파수를 사용하지 않고 자유롭게 빔 방향을 조종할 수 있다고 하는 장점이 있다. 위상배열 레이더 등에 채용되고 있다.
V 빔 방식경사시킨 편파를 이용하여 그 교점에서 고도를 구하는 방식이다.

## 기종 목록

### 지상용
미국
- AN/TPS-43
- AN/FPS-117
- AN/MPQ-64

 슬로바키아 사회주의 공화국
- СТ-68

 러시아
- Гамма-ДЕ
- Гамма-С1Е(감마-S1Ye)
- Противник-ГЕ(프로티브니크-GYe)
- СТ-68
- 96L6Ye

 스웨덴
- 기린 레이더

 이스라엘
- EL/M-2084

 일본
- J/FPS-1
- J/FPS-2
- J/FPS-3
- J/FPS-4
- J/FPS-5
- J/FPS-7

### 함재용
미국
- AN/SPS-39/42
- AN/SPS-48
- AN/SPS-52
- AN/SPY-1
- AN/SPY-3
- AN/SPY-6
- AN/SPY-7
- AN/SPQ-9B

 영국
- SAMPSON/1045형

 이스라엘
- EL/M-2238 STAR(저공 경계/대수상 레이더)
- EL/M-2248 MF-STAR

 이탈리아
- RAN-40L

 이탈리아/ 프랑스
- EMPAR

 프랑스
- DRBI-23
- DRBJ-11B

 네덜란드
- MW-08(저공 경계/대수상 레이더)
- SMART-S
- SMART-L

 스웨덴
- 기린 레이더

 독일
- TRS-3D
- TRS-4D

 일본
- OPS-12
- OPS-24
- FCS-3/OPS-50

## 같이 보기
- 레이더
- 1차원 레이더(ja:一次レーダー)
- 2차원 레이더(ja:二次レーダー, ja:2次元レーダー)